# Johann Bernoulli (1667–1748)
Johann Bernoulli (Bázel, 1667. augusztus 6. – Bázel, 1748. január 1.) egyike a svájci Bernoulli-család számos kiemelkedő matematikusának. Ő oktatta Leonhard Eulert fiatalkorában.

## Fiatalkora és tanulmányai
Apja azt kívánta, hogy üzleti tanulmányokat folytasson, és idővel átvegye a családi fűszer kereskedelmet, ám Johann nem érdeklődött ez iránt, végül sikerült meggyőznie apját, hogy orvostanra iratkozhasson be helyette a Bázeli Egyetemre, de ezt sem élvezte. Bátyjával Jakobbal  matematikát kezdtek tanulni, idejük nagy részét az újonnan felfedezett infinitezimális kalkulus tanulmányozására fordították, az első matematikusok között voltak, akik nem csak megértették, hanem alkalmazták különböző problémákban.

## Felnőtt élet
Miután diplomát szerzett a Bázeli Egyetemen, differenciálegyenletek tanításával kezdett foglalkozni.
1694-ben feleségülvette Dorothea Falknert, nem sokkal később pedig a matematika professzora lett a Groningeni Egyetemen. Apósa kérésére 1705-ben visszatért szülővárosába, Bázelbe. Csak útja során szerzett tudomást bátyja haláláról. Úgy tervezték, hogy hazatérése után görög professzori állást kap a Bázeli Egyetemen, végül azonban bátyja egykori pozícióját foglalta el matematika professzorként. 1713-ban a Newton–Leibniz vitában (melyikük érdeme a kalkulus felfedezése) Leibniz mellett foglalt állást. Azzal érvelt, hogy Leibniz megoldott bizonyos problémákat a módszereivel, amiket Newtonnak nem sikerült.

## Magánélet
Bár Johann együtt dolgozott bátyjával, míg be nem fejezte tanulmányait a Bázeli Egyetemen, nem sokkal ezután vetélytársakká váltak. Johann féltékeny volt Jakob pozíciójára és kölcsönösen igyekeztek fölülmúlni egymást. Jakob halála után Johann féltékenysége egyre inkább saját tehetséges fia, Daniel felé tolódott el. 1738-ban az apa és fia közel egyidejűleg, de egymástól függetlenül publikálta hidrodinamikai tanulmányait. Johann Bernoulli megpróbált előnyt szerezni fiával szemben, ezért két évvel korábbra keltezte tanulmányát a Danielénél.
Johann felesége Dorothea Falkner volt, egy bázeli Alderman lánya. Három fiuk volt: ifj. Nicolaus Bernoulli, Daniel Bernoulli és ifj. Johann Bernoulli.

## Fordítás
- Ez a szócikk részben vagy egészben a Johann Bernoulli című angol Wikipédia-szócikk ezen változatának fordításán alapul.  Az eredeti cikk szerkesztőit annak laptörténete sorolja fel. Ez a jelzés csupán a megfogalmazás eredetét és a szerzői jogokat jelzi, nem szolgál a cikkben szereplő információk forrásmegjelöléseként.